# Tony Pulis
Anthony Richard "Tony" Pulis (sinh ngày 16 tháng 1 năm 1958) là một huấn luyện viên và cựu cầu thủ bóng đá đến từ xứ Wales. Đội bóng gần nhất mà ông huấn luyện là câu lạc bộ Sheffield Wednesday vào năm 2020. Pulis là huấn luyện viên theo trường phái phòng ngự phản công.

## Thành tích

### Sự nghiệp cầu thủ
Bournemouth
- Vô địch Football League Third Division: 1987

### Sự nghiệp huấn luyện viên
Gillingham
- Á quân giải hạng 3 (Football League Third Division): 1996
- Á quân (Football League Second Division): 1999

Stoke City
- Á quân Football League Championship : 2008
- Á quân cúp FA Cup : 2011

Crystal Palace
- Premier League Manager of the Month: April 2014
- Premier League Manager of the Season: 2013-14